# Wim Sonneveldprijs
De Wim Sonneveldprijs of AKF Sonneveldprijs is een Nederlandse kleinkunstprijs. De prijs wordt sinds 1988 jaarlijks uitgereikt aan nieuw kleinkunsttalent op het Amsterdams Kleinkunst Festival. Er zijn drie selectieronden, waarna een try-outtournee plaatsvindt. Van de zes overgebleven kandidaten gaan er vervolgens drie door naar een concours in theater DeLaMar. De prijs omvat een beeld van Wim Sonneveld, ontworpen door Jannes Limperg. De finalisten zijn daarna nog een week te zien in Theater Bellevue en in het najaar in het hele land tijdens de Finalistentournee.

## Prijswinnaars
Hieronder een overzicht van de prijswinnaars vanaf 1988.
1988
1. Job Schuring
2. Idioten blozen niet (Stef Bos en Chiel van Berkel)
3. Mars Teunisz (publieksprijs)

1989
1. Kiki Heessels (juryprijs en publieksprijs)
2. Daphne de Bruin
3. Erven de Wit (Bart Budel en Frits van Oostenbruggen)

1990
1. Reinder van der Naalt (juryprijs en publieksprijs)
2. Belangrijk
3. De Gier

1991
1. Basterd (Onno Innemee, Bart Leijnse) (juryprijs en publieksprijs)
2. Ron Boszhard
3. Marc Linssen

1992
1. Ajuinen en Look  (juryprijs en publieksprijs)
2. Kees en Ik
3. Corine van Opstal

1993
1. Thomas Acda
2. Rick Lorenzo Dros (publieksprijs)

1994
1. Maarten van Roozendaal (juryprijs en publieksprijs)
2. Niet Schieten!
3. Els Austmann

1995
1. De Vliegende Panters
2. Frank van Pamelen (publieksprijs)
3. Leonie van der Klein

1996
1. Eric Koller (juryprijs en publieksprijs)
2. N'mbusi
3. Ernst van der Pasch

1997
- Wortel 25
- Dirk Vruggink
- Johan Hoogeboom
- Kees Meerman

(In 1997 werd de finale afgelast en werden er geen prijzen uitgereikt omdat de jury de kwaliteit van de inzendingen benedenmaats vond)
1998
1. Rooyackers, Kamps & Kamps  (juryprijs en publieksprijs)
2. Koopmans en Gunning
3. Claudia de Breij
4. Richard Groenendijk

1999
1. Klaas van der Eerden (juryprijs en publieksprijs)
2. Vreemd apparaatje
3. Dave Luza
4. Ilse Terclavers

2000
1. Droog Brood (juryprijs en publieksprijs)
2. De Doos
3. Gabriëla Lukassen

2001
1. Jelle de Bruijn (juryprijs en publieksprijs)
2. HMS
3. Luider en Van Donselaar

2002
1. Gino Sancti (juryprijs en publieksprijs)
2. Harmsen
3. Zuig

2003
1. Eva Schuurman
2. Arnoud Kaldeway (publieksprijs)
3. Robin Bleeker

2004
1. Dames voor na vieren (publieksprijs) / Wouter Deprez (gedeelde eerste plaats)
2. KAAL

2005
1. Geen familie (Van der Laan & Woe)
2. Speelman en Speelman
3. Pieter Derks (publieksprijs)

2006
1. Jeroen Bouwhuis (juryprijs en publieksprijs)
2. Maarten Willemse
3. Coen Jutte

2007
1. Thijs Maas (juryprijs en publieksprijs)
2. Raoul Bakker
3. Nina de la Croix en Maarten Ebbers

2008
1. Roemer van der Steeg (juryprijs en publieksprijs)
2. Margriet Bolding
3. Sophie van Hoytema

2009
1. Yora Rienstra (juryprijs en publieksprijs)
2. Ygor (Filip Haeyaert)
3. duo Lankmoed (Peter van Ewijk en Jan Geubbelmans)

2010
1. Jan van Maanen (juryprijs en publieksprijs)
2. Marjolijn van Kooten
3. Mattijs Verhallen

2011
1. Louise Korthals
2. Poolvogel
3. Hermitage (publieksprijs)

2012
1. Peter van Rooijen (met toetsenist Wilko Sterke)
2. Sijmen de Jong
3. Eva Crutzen (publieksprijs)

2013
1. Yentl en De Boer (juryprijs en publieksprijs)
2. José Schuringa
3. Cortijn Tonkes

2014
1. Flip Noorman (juryprijs)
2. Yvonne van den Eerenbeemt
3. Matroesjka (duo) (publieksprijs)

2015
1. Tjeerd Gerritsen (juryprijs en publieksprijs)
2. Marjolein de Graaff
3. Elke Vierveijzer

2016
1. Stefano Keizers (juryprijs)
2. De Fransse Eijkel (Christian van Eijkelenburg en Sanne Franssen) (publieksprijs)

2017
1. Lonneke Dort (juryprijs)
2. Daniëlle Schel (publieksprijs)

2018
1. Glodi Lugungu (jury- en publieksprijs)

2019
1. Rosa da Silva (jury- en publieksprijs)

2020
1. Lotte Velvet (jury- en publieksprijs)

2021
1. n00b (Laura Bakker en Isabelle Kafando) (jury- en publieksprijs)[3]

2022
1. Valentina Tóth (jury- en publieksprijs)

2023
1. Luuk Ransijn (juryprijs)
2. Myrte Siebinga (publieksprijs)
3. Niek Takens en Guyllaume Wibowo (aanmoedigingsprijs)

2024
- Ayoub Kharkhach (jury- en publieksprijs)
- Levy Geernaert (De Shaffy Cheque, aanmoedigingsprijs)

2025
- Wina Ricardo (juryprijs)
- Ivar van der Walle (Publieksprijs en Shaffy Cheque)